# Симфоньєта
Симфоньєта, також симфонієта (італ. Sinfonietta) — невелика симфонія, яка характеризується простотою музичної форми і звукових образів, меншими, порівняно з симфонією, масштабами частин в циклічній формі. Втім, чіткої різниці між симфонією і симфоньєтою немає. Слово «симфоньєта» вперше було застосовано Йозефом Раффі у 1874 році.
Серед композиторів, які у творчому доробку мають симфоньєти, є Макс Регер, Леош Яначек, Альбер Руссель, Карен Хачатурян та інші.
Термін «симфоньєта» іноді уживають для означення невеликого симфонічного оркестру.